# 1766년 2월 9일 일식
1766년 2월 9일 일요일에 일식이 일어났다. 일식은 달이 지구와 태양 사이를 지나가면서 지구상의 관찰자에게 태양의 모습을 전부 또는 일부 가리는 현상이다. 개기일식은 달의 겉보기 지름이 태양의 지름보다 커서 모든 직사광선을 차단하고 낮을 어둠으로 바꿀 때 발생한다. 개기일식은 지구 표면의 좁은 경로에서 발생하며, 부분 일식은 수천 킬로미터 너비의 주변 지역에서 볼 수 있다.

## 관측

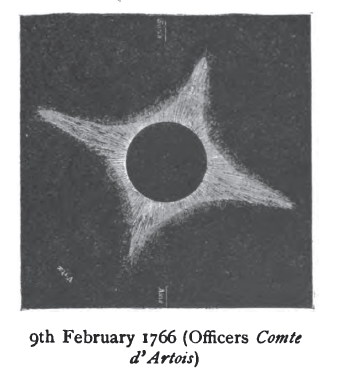

## 관련 일식
이 일식은 태양 사로스 117의 일부이다.